# Mirko Đumić
Mirko Đumić (serbisch-kyrillisch Мирко Ђумић; * 19. Januar 1999 in Belgrad, BR Jugoslawien) ist ein serbischer Eishockeyspieler, der seit 2024 bei Zagłębie Sosnowiec in der Polska Hokej Liga spielt.

## Karriere
Mirko Đumić begann seine Karriere im Nachwuchsbereich von MAC Budapest, für deren Juniorenmannschaften er seither in verschiedenen ungarischen und österreichischen Nachwuchsligen spielt. Zuletzt spielte er mit dem ungarischen Hauptstadtklub unter anderem in der österreichischen Erste Bank Young Stars League. 2017 kehrte er nach Serbien zurück und schloss sich dem KHK Roter Stern Belgrad an, mit dem er in der slowenisch dominierten International Hockey League spielte, die er mit dem Klub 2019 gewinnen konnte. Nach diesem Erfolg wechselte er zum HDD Jesenice, mit dem er in der Alps Hockey League und der slowenischen Eishockeyliga spielte und 2021 slowenischer Meister und Pokalsieger wurde. 2021 kehrte er nach Budapest zurück, wo er derzeit für den Budapest Jégkorong Akadémia HC, eine Spielgemeinschaft der beiden Klubs MAC und KMH in der Ersten Liga spielt. 2023 wechselte er zum KS Toruń, wo er in der Polska Hokej Liga spielte. 2024 wechselte er zum Ligakonkurrenten Zagłębie Sosnowiec.

### International
Im Juniorenbereich spielte Đumić für Serbien bei den U18-Weltmeisterschaften 2014, 2015, 2016 und 2017, als er zum besten Stürmer des Turniers gewählt wurde, sowie den U20-Weltmeisterschaften 2016, als er drittbester Scorer hinter dem Rumänen Norbert Rokaly und dem Spanier Oriol Rubio war, 2017, als er nicht nur die beste Plus/Minus-Bilanz des Turniers aufwies, sondern gemeinsam mit den Spaniern Oriol Rubio und Bruno Baldris Topscorer sowie hinter Baldris auch zweitbester Vorbereiter wurde, 2018, als er bester Torvorbereiter und hinter seinem Landsmann Luka Vukičević zweitbester Scorer des Turniers wurde, und 2019, als er gemeinsam mit seinem Landsmann Marko Dragović und dem Niederländer Wouter Sars zweitbester Scorer nach dem Kroaten Dominic Čanić war, jeweils in der Division II. Bei den U18-Weltmeisterschaften 2016 und 2017 und den U20-Weltmeisterschaft 2016 und 2019 wurde er jeweils zum besten Spieler seiner Mannschaft gewählt. Mit 45 Punkten in 20 Spielen ist er Topscorer der serbischen U20-Auswahl.
Sein Debüt in der serbischen Herren-Auswahl gab er bereits als 17-Jähriger bei der Weltmeisterschaft 2016 in der Division II. Dort spielte er auch bei den Weltmeisterschaften 2017, 2018 sowie 2019 und 2024, als er jeweils zum besten Stürmer des Turniers gewählt wurde. Nach dem Aufstieg 2019 und der coronabedingten Absage der Turniere 2020 und 2021 spielte er bei der Weltmeisterschaft 2022 erstmals in der Division I, in der er auch 2023 spielte. Zudem vertrat er seine Farben bei den Qualifikationsturnieren für die Olympischen Winterspiele in Pyeongchang 2018 und in Peking 2022.

## Erfolge und Auszeichnungen
- 2019 Gewinn der International Hockey League mit dem KHK Roter Stern Belgrad
- 2021 Slowenischer Meister und Pokalsieger mit dem HDD Jesenice

### International
| - 2017 Topscorer der U20-Weltmeisterschaft der Division II, Gruppe B - 2017 Beste Plus/Minus-Bilanz bei der U20-Weltmeisterschaft der Division II, Gruppe B - 2017 Bester Stürmer der U18-Weltmeisterschaft der Division II, Gruppe B - 2018 Bester Vorlagengeber der U20-Weltmeisterschaft der Division II, Gruppe B | - 2019 Aufstieg in die Division II, Gruppe A bei der U20-Weltmeisterschaft der Division II, Gruppe B - 2019 Aufstieg in die Division I, Gruppe B bei der Weltmeisterschaft der Division II, Gruppe A - 2019 Bester Stürmer der Weltmeisterschaft der Division II, Gruppe A - 2024 Bester Stürmer der Weltmeisterschaft der Division II, Gruppe A |